# Großer Preis von Abu Dhabi 2017
Der Große Preis von Abu Dhabi 2017 (offiziell 2017 Formula 1 Etihad Airways Abu Dhabi Grand Prix) fand am 26. November auf dem Yas Marina Circuit auf der Yas-Insel statt und war das 20. und letzte Rennen der Formel-1-Weltmeisterschaft 2017.

## Bericht

### Hintergründe
Nach dem Großen Preis von Brasilien führte Lewis Hamilton in der Fahrerwertung uneinholbar mit 43 Punkten vor Sebastian Vettel und mit 65 Punkten vor Valtteri Bottas. In der Konstrukteurswertung führte Mercedes ebenfalls uneinholbar mit 130 Punkten vor Ferrari und mit 167 Punkten vor Red Bull.
Beim Großen Preis von Abu Dhabi stellte Pirelli den Fahrern die Reifenmischungen P Zero Soft (gelb), P Zero Supersoft (rot), P Zero Ultrasoft (violett) sowie für Nässe Cinturato Intermediates (grün) und Cinturato Full-Wets (blau) zur Verfügung.
Im Vergleich zum Vorjahr gab es nur kleine Änderungen an der Strecke, in Kurve acht und in Kurve 21 wurden zusätzliche TecPro-Barrieren errichtet.
Es gab zwei DRS-Zonen auf dem Kurs, die im Vergleich zum Vorjahr unverändert blieben. Die erste Zone begann 390 Meter nach Kurve sieben, der Messpunkt befand sich 40 Meter vor der Kurve. Der zweite Messpunkt lag 50 Meter nach Kurve neun, die DRS-Zone begann am Scheitelpunkt von Kurve zehn.
Romain Grosjean, Kevin Magnussen (jeweils sechs), Stoffel Vandoorne (fünf), Nico Hülkenberg (vier), Kimi Räikkönen, Max Verstappen, Vettel (jeweils drei), Marcus Ericsson, Hamilton, Carlos Sainz jr., Pascal Wehrlein (jeweils zwei) und Lance Stroll (einer) gingen mit Strafpunkten ins Rennwochenende.
Mit Vettel, Hamilton (jeweils dreimal) und Räikkönen (einmal) traten drei ehemalige Sieger zu diesem Rennen an.
Rennkommissare waren Mahir Al Badri (ARE), Tim Mayer (USA), Emanuele Pirro (ITA) und Vincenzo Spano (VEN).
Für Wehrlein und Felipe Massa war es der letzte Grand Prix in der Formel-1-Weltmeisterschaft.

### Training
Im ersten freien Training fuhr Vettel in 1:39,006 Minuten die Bestzeit vor Hamilton und Verstappen.
Im zweiten freien Training war Hamilton mit einer Rundenzeit von 1:37,877 Minuten Schnellster vor Vettel und Daniel Ricciardo.
Auch im dritten freien Training war Hamilton mit einer Rundenzeit von 1:37,627 Minuten Schnellster vor Bottas und Räikkönen. Während des Trainings wurde eine virtuelle Safety-Car-Phase ausgerufen, da der starke Wind den Sonnenschirm eines Marshals auf die Strecke geweht hatte.

### Qualifying
Das Qualifying bestand aus drei Teilen mit einer Nettolaufzeit von 45 Minuten. Im ersten Qualifying-Segment (Q1) hatten die Fahrer 18 Minuten Zeit, um sich für das Rennen zu qualifizieren. Alle Fahrer, die im ersten Abschnitt eine Zeit erzielten, die maximal 107 Prozent der schnellsten Rundenzeit betrug, qualifizierten sich für den Grand Prix. Die besten 15 Fahrer erreichten den nächsten Teil. Bottas war Schnellster. Die Toro Rosso- und Sauber-Fahrer sowie Grosjean schieden aus.
Der zweite Abschnitt (Q2) dauerte 15 Minuten. Die schnellsten zehn Piloten qualifizierten sich für den dritten Teil des Qualifyings. Hamilton war Schnellster. Stroll, Magnussen, die McLaren-Fahrer und Sainz jr. schieden aus.
Der letzte Abschnitt (Q3) ging über eine Zeit von zwölf Minuten, in denen die ersten zehn Startpositionen vergeben wurden. Bottas fuhr mit einer Rundenzeit von 1:36,231 Minuten die Bestzeit vor Hamilton und Vettel. Es war die vierte Pole-Position für Bottas in der Formel-1-Weltmeisterschaft.
Brendon Hartley wurde wegen der Verwendung der neunten MGU-H in dieser Saison um zehn Startplätze nach hinten versetzt.

### Rennen
Beim Start blieben die Positionen an der Spitze unverändert. Magnussen verbremste sich in der ersten Kurve und verließ die Strecke. Nachdem er auf die Strecke zurückgefahren war, fuhr er neben Stroll und drehte sich in Kurve drei. Er fiel ans Ende des Feldes zurück. Sergio Pérez überholte im Laufe der ersten Runde Hülkenberg, der Pérez bei der Anfahrt auf Kurve elf wieder angriff. Pérez verteidigte sich, Hülkenberg verließ die Strecke, kürzte die Anfahrt zu Kurve 13 ab und ging so an Pérez vorbei. Da er Pérez anschließend nicht wieder passieren ließ, sprach die Rennleitung eine Fünf-Sekunden-Zeitstrafe gegen Hülkenberg aus. Außerdem erhielt er zwei Strafpunkte.
Am Ende der ersten Runde führte Bottas vor Hamilton, Vettel, Ricciardo, Räikkönen, Verstappen, Hülkenberg, Pérez, Esteban Ocon und Massa.
In den folgenden Runden zog sich das Feld auseinander, es kam zu keinen Überholmanövern. In der 14. Runde fuhr Verstappen als erster Fahrer aus der vorderen Hälfte des Feldes zum Reifenwechsel an die Box und wechselte auf Supersoft. Zwei Runden später folgte Pérez.
Hülkenberg wechselte in der 18. Runde die Reifen, er saß hierbei seine Zeitstrafe ab. Obwohl es anschließend ein Problem beim Wechsel des rechten Hinterreifen gab, blieb er vor Pérez, von dem er sich vor den Boxenstopps um mehr als sieben Sekunden abgesetzt hatte.
Auch Vettel wechselte in der 20. Runde auf Supersoft. Ricciardo stellte seinen Red Bull mit einem Hydraulikdefekt am Streckenrand ab, nachdem er kurz zuvor wegen plötzlich fehlender Servounterstützung seiner Lenkung bereits die Streckenbegrenzung berührt hatte. Eine Runde später wechselten Bottas und Fernando Alonso auf Supersoft, in Runde 22 auch Massa. Alonso überholte kurz darauf Massa.
Hamilton fuhr mehrere schnelle Runden in Folge und wechselte in Runde 24 auf Supersoft, er kam kurz hinter Bottas auf die Strecke zurück und setzte ihn unter Druck. Es gelang ihm jedoch in den folgenden Runden nicht, so nah an Bottas heranzukommen, dass er einen Angriff starten konnte. In Runde 31 wechselten Ocon und Sainz jr. auf Supersoft, dabei wurde das linke Vorderrad bei Sainz jr. nicht ordnungsgemäß befestigt. Sainz jr. stellte das Fahrzeug kurz nach der Ausfahrt aus der Boxengasse am Streckenrand ab, er schied somit aus. Eine Runde später wechselte mit Grosjean der letzte Fahrer von Ultrasoft auf Supersoft.
In den folgenden Runde kam es zu keinerlei Positionsverschiebungen, auch die Abstände zwischen den Piloten blieben konstant. Lediglich im hinteren Mittelfeld kam es Positionskämpfen zwischen Magnussen, Wehrlein und Hartley, die Reihenfolge veränderte sich jedoch nicht.

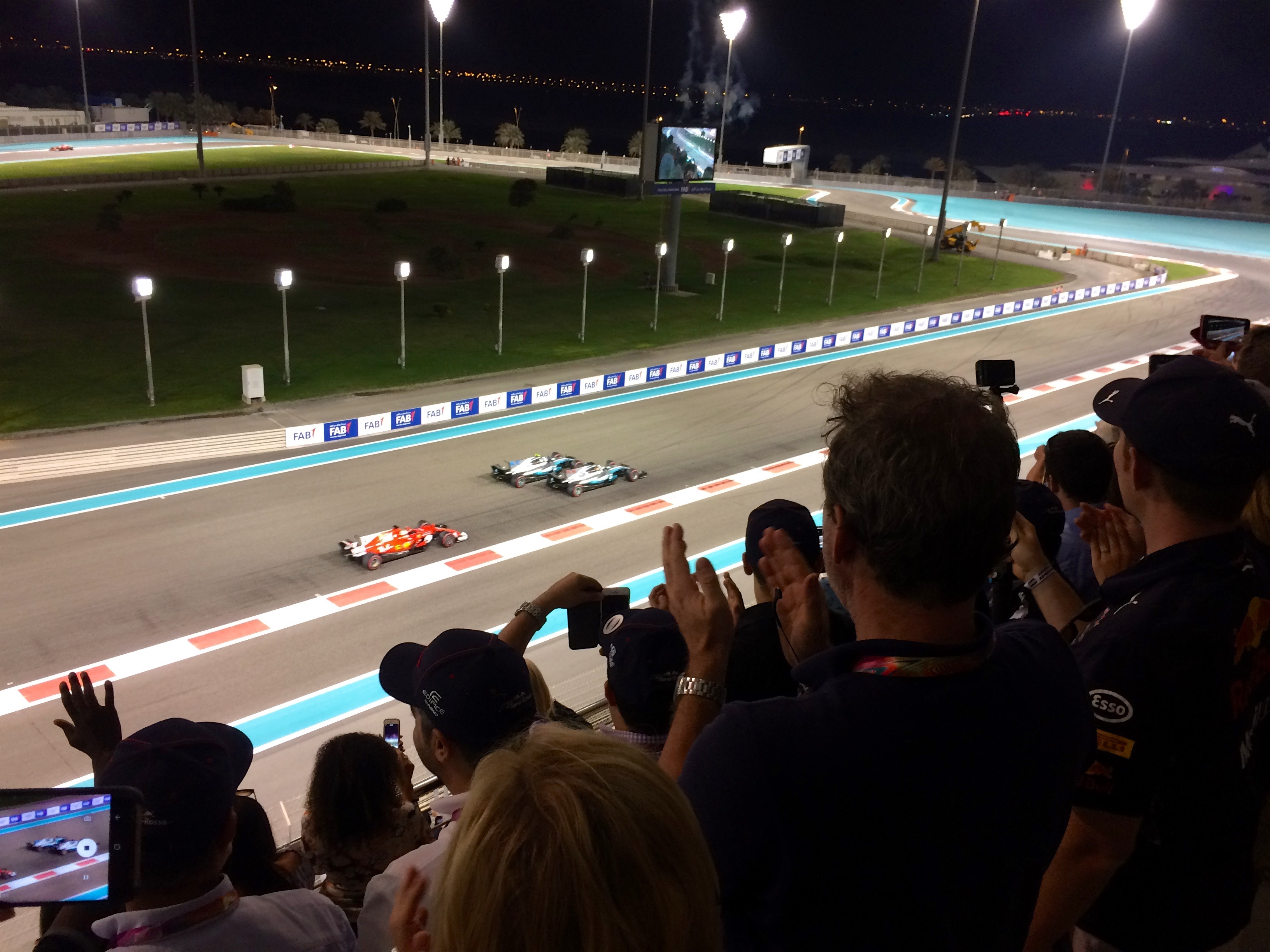
Auslaufrunde (Bottas, Hamilton, Vettel)

Bottas beging in Runde 49 einen Fahrfehler, so dass Hamilton wieder aufschloss. Zu einem Angriff kam es jedoch nicht, Bottas fuhr in der Folge mehrfach die schnellste Runde des Rennens und vergrößerte so den Vorsprung auf Hamilton auf fünf Sekunden. Vettel lag bereits 20 Sekunden hinter Hamilton, Räikkönen lag weitere 20 Sekunden zurück. Verstappen folgte mit nur zwei Sekunden Rückstand, kam aber nie in eine Position, die ihm einen Angriff auf Räikkönen ermöglicht hätte.
Bottas gewann das Rennen vor Hamilton und Vettel. Es war der dritte Sieg für Bottas in dieser Saison und in der Formel-1-Weltmeisterschaft überhaupt. Hamilton und Vettel erzielten die jeweils 13. Podestplatzierung der Saison. Hamilton beendete zudem als einziger Pilot des Starterfeldes jeden der 20 Grands Prix dieser Saison unter den ersten Zehn. Die restlichen Punkteplatzierungen belegten Räikkönen, Verstappen, Hülkenberg, Pérez, Ocon, Alonso und Massa.
In der Fahrerwertung ging Räikkönen durch seinen vierten Platz noch an Ricciardo vorbei und wurde Vierter in der Gesamtwertung. In der Konstrukteurswertung überholte Renault noch Toro Rosso und belegte somit den sechsten Platz.

## Meldeliste
| Team                          | Nr. | Fahrer             | Chassis                   | Motor                         | Reifen |
| ----------------------------- | --- | ------------------ | ------------------------- | ----------------------------- | ------ |
| Mercedes AMG Petronas F1 Team | 44  | Lewis Hamilton     | Mercedes F1 W08 EQ Power+ | Mercedes-AMG F1 M08 EQ Power+ | P      |
| Mercedes AMG Petronas F1 Team | 77  | Valtteri Bottas    | Mercedes F1 W08 EQ Power+ | Mercedes-AMG F1 M08 EQ Power+ | P      |
| Red Bull Racing               | 03  | Daniel Ricciardo   | Red Bull RB13             | TAG Heuer                     | P      |
| Red Bull Racing               | 33  | Max Verstappen     | Red Bull RB13             | TAG Heuer                     | P      |
| Scuderia Ferrari              | 05  | Sebastian Vettel   | Ferrari SF70H             | Ferrari 062                   | P      |
| Scuderia Ferrari              | 07  | Kimi Räikkönen     | Ferrari SF70H             | Ferrari 062                   | P      |
| Sahara Force India F1 Team    | 11  | Sergio Pérez       | Force India VJM10         | Mercedes-AMG F1 M08 EQ Power+ | P      |
| Sahara Force India F1 Team    | 31  | Esteban Ocon       | Force India VJM10         | Mercedes-AMG F1 M08 EQ Power+ | P      |
| Sahara Force India F1 Team    | 35  | George Russell     | Force India VJM10         | Mercedes-AMG F1 M08 EQ Power+ | P      |
| Williams Martini Racing       | 19  | Felipe Massa       | Williams FW40             | Mercedes-AMG F1 M08 EQ Power+ | P      |
| Williams Martini Racing       | 18  | Lance Stroll       | Williams FW40             | Mercedes-AMG F1 M08 EQ Power+ | P      |
| McLaren Honda                 | 14  | Fernando Alonso    | McLaren MCL32             | Honda RA617H                  | P      |
| McLaren Honda                 | 02  | Stoffel Vandoorne  | McLaren MCL32             | Honda RA617H                  | P      |
| Scuderia Toro Rosso           | 28  | Brendon Hartley    | Toro Rosso STR12          | Renault R.E.17                | P      |
| Scuderia Toro Rosso           | 10  | Pierre Gasly       | Toro Rosso STR12          | Renault R.E.17                | P      |
| Haas F1 Team                  | 08  | Romain Grosjean    | Haas VF-17                | Ferrari 062                   | P      |
| Haas F1 Team                  | 20  | Kevin Magnussen    | Haas VF-17                | Ferrari 062                   | P      |
| Haas F1 Team                  | 50  | Antonio Giovinazzi | Haas VF-17                | Ferrari 062                   | P      |
| Renault F1 Team               | 27  | Nico Hülkenberg    | Renault R.S.17            | Renault R.E.17                | P      |
| Renault F1 Team               | 55  | Carlos Sainz jr.   | Renault R.S.17            | Renault R.E.17                | P      |
| Sauber F1 Team                | 09  | Marcus Ericsson    | Sauber C36                | Ferrari 061                   | P      |
| Sauber F1 Team                | 94  | Pascal Wehrlein    | Sauber C36                | Ferrari 061                   | P      |

Anmerkungen
1. 1 2  Der Force India mit der Startnummer 35 wurde im ersten freien Training für Russell eingesetzt. Ocon übernahm das Fahrzeug für das restliche Rennwochenende mit seiner Startnummer 31.
2. 1 2  Der Haas mit der Startnummer 50 wurde im zweiten freien Training für Giovinazzi eingesetzt. Magnussen fuhr das erste freie Training sowie das restliche Rennwochenende mit diesem Fahrzeug mit seiner Startnummer 20.

## Klassifikationen

### Qualifying
| Pos.                                                                      | Fahrer            | Konstrukteur         | Q1       | Q2       | Q3       | Start |
| ------------------------------------------------------------------------- | ----------------- | -------------------- | -------- | -------- | -------- | ----- |
| 01                                                                        | Valtteri Bottas   | Mercedes             | 1:37,356 | 1:36,822 | 1:36,231 | 01    |
| 02                                                                        | Lewis Hamilton    | Mercedes             | 1:37,391 | 1:36,742 | 1:36,403 | 02    |
| 03                                                                        | Sebastian Vettel  | Ferrari              | 1:37,817 | 1:37,023 | 1:36,777 | 03    |
| 04                                                                        | Daniel Ricciardo  | Red Bull-TAG Heuer   | 1:38,016 | 1:37,583 | 1:36,959 | 04    |
| 05                                                                        | Kimi Räikkönen    | Ferrari              | 1:37,453 | 1:37,302 | 1:36,985 | 05    |
| 06                                                                        | Max Verstappen    | Red Bull-TAG Heuer   | 1:38,021 | 1:37,777 | 1:37,328 | 06    |
| 07                                                                        | Nico Hülkenberg   | Renault              | 1:38,781 | 1:38,138 | 1:38,282 | 07    |
| 08                                                                        | Sergio Pérez      | Force India-Mercedes | 1:38,601 | 1:38,359 | 1:38,374 | 08    |
| 09                                                                        | Esteban Ocon      | Force India-Mercedes | 1:38,892 | 1:38,392 | 1:38,397 | 09    |
| 10                                                                        | Felipe Massa      | Williams-Mercedes    | 1:38,629 | 1:38,565 | 1:38,550 | 10    |
| 11                                                                        | Fernando Alonso   | McLaren-Honda        | 1:38,820 | 1:38,636 | –        | 11    |
| 12                                                                        | Carlos Sainz jr.  | Renault              | 1:38,810 | 1:38,725 | –        | 12    |
| 13                                                                        | Stoffel Vandoorne | McLaren-Honda        | 1:38,777 | 1:38,808 | –        | 13    |
| 14                                                                        | Kevin Magnussen   | Haas-Ferrari         | 1:39,395 | 1:39,298 | –        | 14    |
| 15                                                                        | Lance Stroll      | Williams-Mercedes    | 1:39,503 | 1:39,646 | –        | 15    |
| 16                                                                        | Romain Grosjean   | Haas-Ferrari         | 1:39,516 | –        | –        | 16    |
| 17                                                                        | Pierre Gasly      | Toro Rosso-Renault   | 1:39,724 | –        | –        | 17    |
| 18                                                                        | Pascal Wehrlein   | Sauber-Ferrari       | 1:39,930 | –        | –        | 18    |
| 19                                                                        | Marcus Ericsson   | Sauber-Ferrari       | 1:39,994 | –        | –        | 19    |
| 20                                                                        | Brendon Hartley   | Toro Rosso-Renault   | 1:40,471 | –        | –        | 20    |
| 107-Prozent-Zeit: 1:44,171 min (bezogen auf Q1-Bestzeit von 1:37,356 min) |                   |                      |          |          |          |       |

Anmerkungen
1. ↑  Hartley wurde wegen der Verwendung der neunten MGU-H in dieser Saison um zehn Startplätze nach hinten versetzt.

### Rennen
| Pos. | Fahrer            | Konstrukteur         | Runden | Stopps | Zeit        | Start | Schnellste Runde |
| ---- | ----------------- | -------------------- | ------ | ------ | ----------- | ----- | ---------------- |
| 01   | Valtteri Bottas   | Mercedes             | 55     | 1      | 1:34:14,062 | 01    | 1:40,650 (52.)   |
| 02   | Lewis Hamilton    | Mercedes             | 55     | 1      | + 3,899     | 02    | 1:41,473 (51.)   |
| 03   | Sebastian Vettel  | Ferrari              | 55     | 1      | + 19,330    | 03    | 1:40,770 (55.)   |
| 04   | Kimi Räikkönen    | Ferrari              | 55     | 1      | + 45,386    | 05    | 1:42,338 (53.)   |
| 05   | Max Verstappen    | Red Bull-TAG Heuer   | 55     | 1      | + 46,269    | 06    | 1:42,028 (43.)   |
| 06   | Nico Hülkenberg   | Renault              | 55     | 1      | + 1:25,713  | 07    | 1:42,376 (53.)   |
| 07   | Sergio Pérez      | Force India-Mercedes | 55     | 1      | + 1:32,062  | 08    | 1:42,689 (52.)   |
| 08   | Esteban Ocon      | Force India-Mercedes | 55     | 1      | + 1:38,911  | 09    | 1:42,609 (47.)   |
| 09   | Fernando Alonso   | McLaren-Honda        | 54     | 1      | + 1 Runde   | 11    | 1:41,669 (54.)   |
| 10   | Felipe Massa      | Williams-Mercedes    | 54     | 1      | + 1 Runde   | 10    | 1:43,026 (45.)   |
| 11   | Romain Grosjean   | Haas-Ferrari         | 54     | 1      | + 1 Runde   | 16    | 1:42,437 (51.)   |
| 12   | Stoffel Vandoorne | McLaren-Honda        | 54     | 1      | + 1 Runde   | 13    | 1:43,986 (50.)   |
| 13   | Kevin Magnussen   | Haas-Ferrari         | 54     | 1      | + 1 Runde   | 14    | 1:43,928 (50.)   |
| 14   | Pascal Wehrlein   | Sauber-Ferrari       | 54     | 1      | + 1 Runde   | 18    | 1:43,867 (50.)   |
| 15   | Brendon Hartley   | Toro Rosso-Renault   | 54     | 1      | + 1 Runde   | 20    | 1:43,897 (52.)   |
| 16   | Pierre Gasly      | Toro Rosso-Renault   | 54     | 1      | + 1 Runde   | 17    | 1:43,844 (33.)   |
| 17   | Marcus Ericsson   | Sauber-Ferrari       | 54     | 1      | + 1 Runde   | 19    | 1:43,567 (36.)   |
| 18   | Lance Stroll      | Williams-Mercedes    | 54     | 3      | + 1 Runde   | 15    | 1:42,324 (52.)   |
| –    | Carlos Sainz jr.  | Renault              | 31     | 1      | DNF         | 12    | 1:43,378 (26.)   |
| –    | Daniel Ricciardo  | Red Bull-TAG Heuer   | 20     | 1      | DNF         | 20    | 1:42,757 (13.)   |

## WM-Stände nach dem Rennen
Die ersten zehn des Rennens bekamen 25, 18, 15, 12, 10, 8, 6, 4, 2 bzw. 1 Punkt(e).

### Fahrerwertung
| Pos. | Fahrer           | Konstrukteur                 | Punkte |
| ---- | ---------------- | ---------------------------- | ------ |
| 01   | Lewis Hamilton   | Mercedes                     | 363    |
| 02   | Sebastian Vettel | Ferrari                      | 317    |
| 03   | Valtteri Bottas  | Mercedes                     | 305    |
| 04   | Kimi Räikkönen   | Ferrari                      | 205    |
| 05   | Daniel Ricciardo | Red Bull-TAG Heuer           | 200    |
| 06   | Max Verstappen   | Red Bull-TAG Heuer           | 168    |
| 07   | Sergio Pérez     | Force India-Mercedes         | 100    |
| 08   | Esteban Ocon     | Force India-Mercedes         | 87     |
| 09   | Carlos Sainz jr. | Toro Rosso-Renault / Renault | 54     |
| 10   | Nico Hülkenberg  | Renault                      | 43     |
| 11   | Felipe Massa     | Williams-Mercedes            | 43     |
| 12   | Lance Stroll     | Williams-Mercedes            | 40     |
| 13   | Romain Grosjean  | Haas-Ferrari                 | 28     |

| Pos. | Fahrer             | Konstrukteur       | Punkte |
| ---- | ------------------ | ------------------ | ------ |
| 14   | Kevin Magnussen    | Haas-Ferrari       | 19     |
| 15   | Fernando Alonso    | McLaren-Honda      | 17     |
| 16   | Stoffel Vandoorne  | McLaren-Honda      | 13     |
| 17   | Jolyon Palmer      | Renault            | 8      |
| 18   | Pascal Wehrlein    | Sauber-Ferrari     | 5      |
| 19   | Daniil Kwjat       | Toro Rosso-Renault | 5      |
| 20   | Marcus Ericsson    | Sauber-Ferrari     | 0      |
| 21   | Pierre Gasly       | Toro Rosso-Renault | 0      |
| 22   | Antonio Giovinazzi | Sauber-Ferrari     | 0      |
| 23   | Brendon Hartley    | Toro Rosso-Renault | 0      |
| –    | Jenson Button      | McLaren-Honda      | 0      |
| –    | Paul di Resta      | Williams-Mercedes  | 0      |

### Konstrukteurswertung
| Pos. | Konstrukteur         | Punkte |
| ---- | -------------------- | ------ |
| 1    | Mercedes             | 668    |
| 2    | Ferrari              | 522    |
| 3    | Red Bull-TAG Heuer   | 368    |
| 4    | Force India-Mercedes | 187    |
| 5    | Williams-Mercedes    | 83     |

| Pos. | Konstrukteur       | Punkte |
| ---- | ------------------ | ------ |
| 06   | Renault            | 57     |
| 07   | Toro Rosso-Renault | 53     |
| 08   | Haas-Ferrari       | 47     |
| 09   | McLaren-Honda      | 30     |
| 10   | Sauber-Ferrari     | 5      |